# Ogawa Heikichi

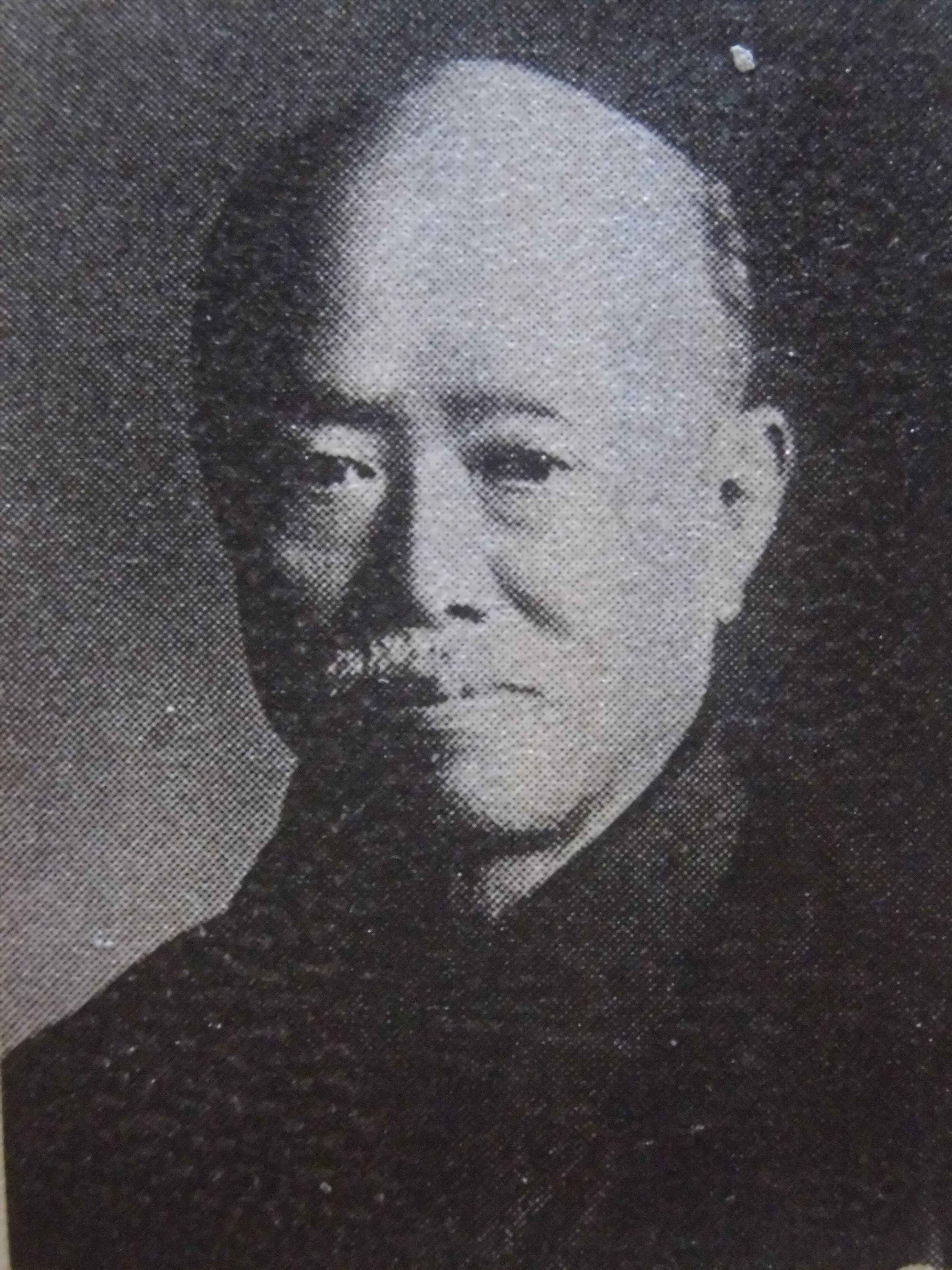
Ogawa Heikichi

Ogawa Heikichi (japanisch 小川 平吉, Gō: 射山 Shazan; geboren 2. Januar 1870 in einer kleinen Gemeinde im Landkreis Suwa der späteren Präfektur Nagano; gestorben 1. Dezember 1942 in Tokio) war ein japanischer Politiker.

## Leben und Wirken
Ogawa Heikichi machte seinen Studienabschluss im Fach Jura an der Universität Tokio und arbeitete dann als Rechtsanwalt. 1901 schloss er sich der „Kokumin dōmei“ (国民同盟) des Konoe Atsumaro an. Das war eine nationalistische Organisation, die für einen Krieg mit Russland eintrat. Wegen seiner Teilnahmen am Protest gegen den auch aus seiner Sicht für Japan ungünstigen Vertrag von Portsmouth, bei den Hibiya-Unruhen 1905, wurde Ogawa kurz festgenommen. 

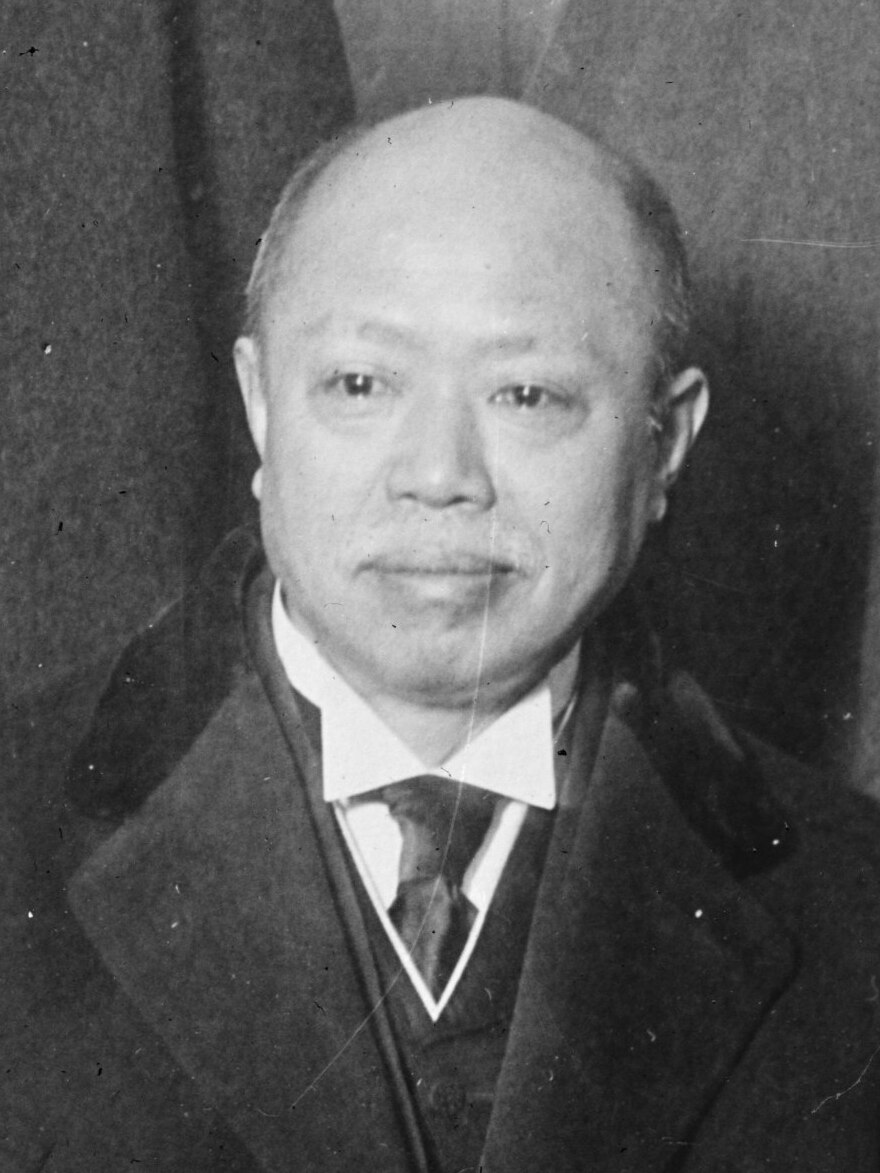
Ogawa Heikichi, 1929

Bereits seit der Wahl 1903 war Ogawa für den damaligen Neunmandatswahlkreis Nagano-Land (=alle Landkreise von Nagano; bis dahin war einzig die Stadt Nagano kreisfrei) als Seiyūkai-Kandidat Mitglied im Abgeordnetenhaus, dem gewählten Unterhaus des Parlaments, dem er danach für insgesamt zehn Wahlperioden mit Unterbrechung bis 1936 angehörte. Er unterstützte dann Konoe bei der Gründung der „Tōa dōbunkai“ (東亜同文会), eine asianistische Organisation mit kulturellen und bildungsmäßigen Zielen.
Ogawa trat in die Partei Rikken Seiyūkai ein. Er stieg schnell in der Partei auf, die damals von Hara Takashi geleitet wurde. Von 1915 bis 1916 war er unter Hara Generalsekretär. Im Kabinett Katō Takaaki wurde er vom Februar bis August 1925 kurz Justizminister und dann 1927 Eisenbahnminister im Kabinett Tanaka Giichi.
1929 kam Ogawa wegen Verwicklungen in einen Bestechungsskandal privater Eisenbahngesellschaften vor Gericht und wurde 1936 zu zwei Jahren Gefängnis verurteilt. Als 1937 der Japanisch-Chinesischer Krieg ausbrach, riet er Premierminister Konoe Fumimaro zum Frieden mit China. Aber damit konnte er sich nicht durchsetzen.